# Palafito

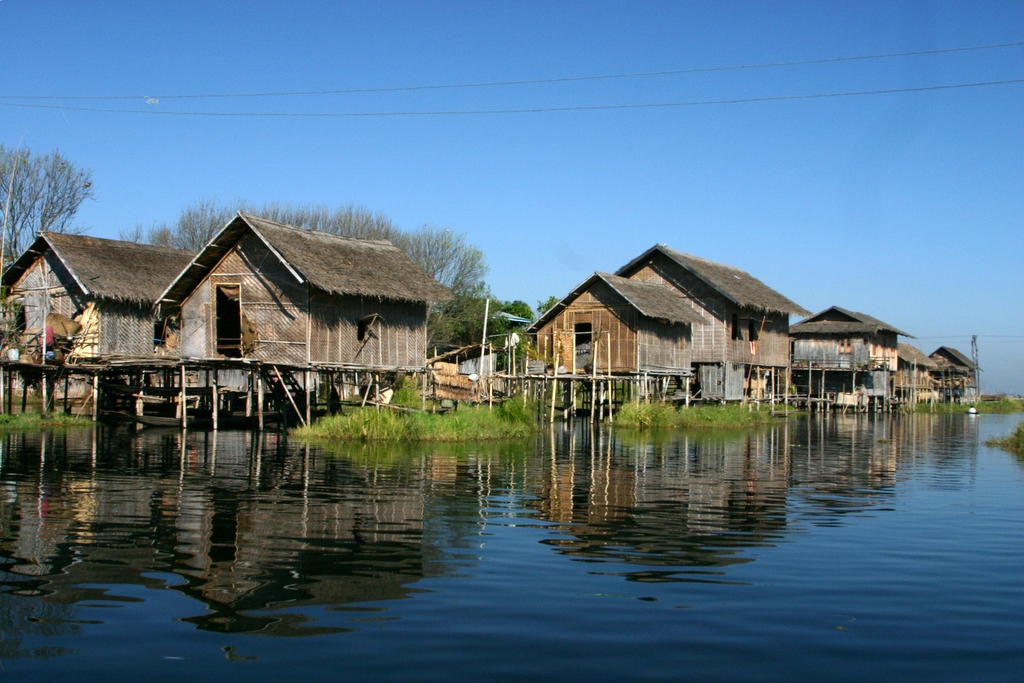
Palafitos en Lago Inle, Myanmar.

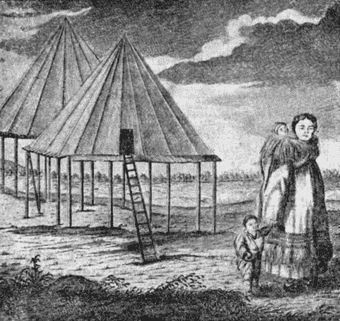
Viviendas familiares de verano de los nativos de la península de Kamchatka (Rusia) llamados itelmenos. Sus viviendas de invierno estaban emplazadas en tierra y eran comunales.

Los palafitos son viviendas donde los pilares son simples estacas de casas sobre el agua. Normalmente se construyen sobre cuerpos de aguas tranquilas como lagos, lagunas y caños (cursos irregulares y lentos por los que desaguan los ríos y lagunas de las regiones bajas), aunque también son construidas en tierra firme o a orillas del mar, como es el caso en algunas zonas de Chile y pueden formar grandes grupos urbanos construidos por medio de pilotis, como Venecia, Italia.
La palabra deriva del italiano palafitta (palos hincados). En 2002 un importante descubrimiento en la desembocadura del río Sarno reveló que en la zona portuaria de Pompeya había palafitos asentados sobre un sistema de canales, que también sugieren una cierta similitud. Los palafitos son consideradas las casas ecológicas más antiguas de América.

## Historia de los palafitos
Existe evidencia arqueológica de que en la Europa prehistórica se utilizó la construcción con palafitos en áreas alpinas y en zonas de lo que hoy es Francia, Eslovenia, Escocia, Lituania y Letonia generalmente alrededor de lagos o humedales. Entre las posibles razones para la construcción de palafitos se cree que servían contra predadores y vecinos hostiles.
En Europa se han encontrado construcciones del Neolítico que llegaban a cubrir hasta media hectárea. Durante el Neolítico, la Edad del Cobre y la Edad del Bronce, los asentamientos de palafitos eran comunes en las regiones Alpina y Pianura Padana (Cultura de las Terramaras). Se han encontrado restos, entre otros, en las marismas de Liubliana en Eslovenia y en los lagos Mondsee y Attersee en la Alta Austria. Los primeros arqueólogos que lo estudiaron, como Ferdinand Keller, pensaban que formaban islas artificiales, muy parecidas a los crannogs irlandeses y escoceses, pero hoy parece claro que la mayoría de los asentamientos estaban ubicados a orillas de los lagos y solo se inundaron posteriormente. Casas reconstruidas sobre pilotes pueden contemplarse en museos al aire libre como en el Museo de palafitos de Unteruhldingen o en Zúrich (Pfahlbauland).
En junio de 2011, los palafitos prehistóricos de seis estados alpinos (Sitios palafíticos prehistóricos de los Alpes) fueron designados como Patrimonio de la Humanidad por la UNESCO. Heródoto describió en sus Historias las viviendas de los 'habitantes del lago' en Peonia y cómo fueron construidas.
En los Alpes, edificaciones similares, conocidos como raccards, parecidos a los hórreos de España, todavía son utilizados como graneros. En Inglaterra, también estos graneros se colocan sobre piedras tipo muela, sobre pilotes, para evitar que los ratones y las ratas lleguen al grano. En Italia hay varios asentamientos de palafitos, por ejemplo el de la Rocca de Manerba del Garda (Lombardía).

## Países en que se construyen los palafitos

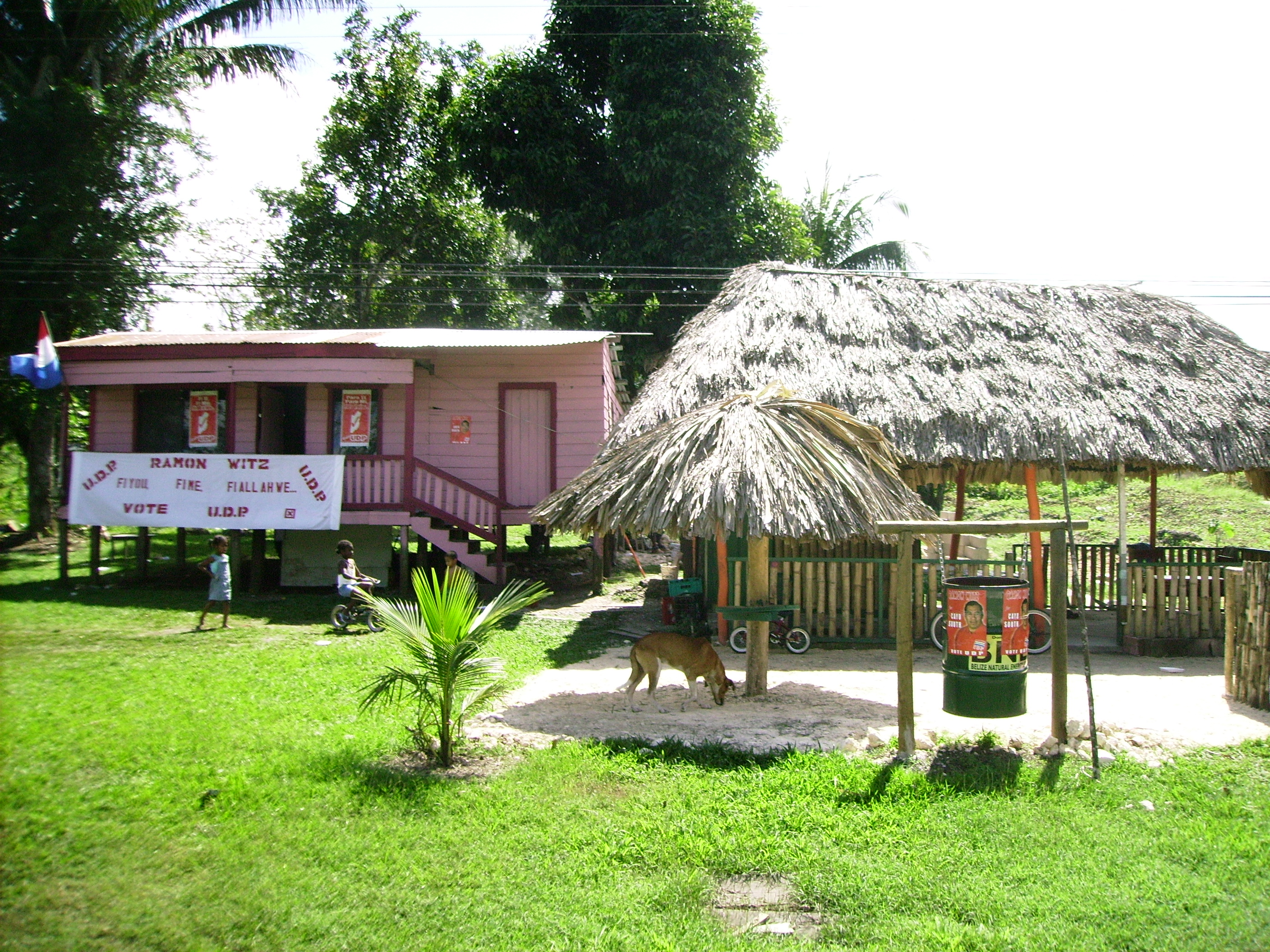
Palafito en Belice con niños y palapa.

### Argentina
Si bien miles de casas, comercios, escuelas y edificios públicos del delta del río Paraná están construidos sobre pilotis, ya que el delta se inunda habitualmente durante las repetidas crecidas de los ríos, dichas construcciones típicas no son palafito por no estar sobre las aguas. Si pueden ser considerados dentro de este grupo los muelles y embarcaderos del delta.

### Bolivia
La comunidad de Buena Vista, en el municipio boliviano de Magdalena, está construida en palafitos de madera sobre las arenas del río Iténez. La mayoría de sus habitantes son comerciantes, debido a su ubicación fronteriza con la localidad brasileña de Costa Marques al otro lado del río.

### Benín
La ciudad lacustre de Ganvié, en Benín, África, cuenta todavía con miles de palafitos, hogar de pescadores que habitan el lago. Esta impresionante ciudad lacustre fue fundada por personas de diferentes etnias que huían del comercio de esclavos y que usaban el agua como barrera de seguridad. Los palafitos están construidos con bambú y otras maderas.

### Belice
Los palafitos pintados de llamativos colores son la arquitectura típica de este país caribeño. Como los huracanes inundan con frecuencia su territorio y algunas de sus ciudades fueron construidas sobre pantanos, los beliceños ricos y pobres suelen vivir en este tipo de casas.

### Myanmar
En el Lago Inle viven más de cien mil personas. Gracias a los recursos del lago y a su explotación, esta región lacustre es la zona más rica de Myanmar.

### Colombia

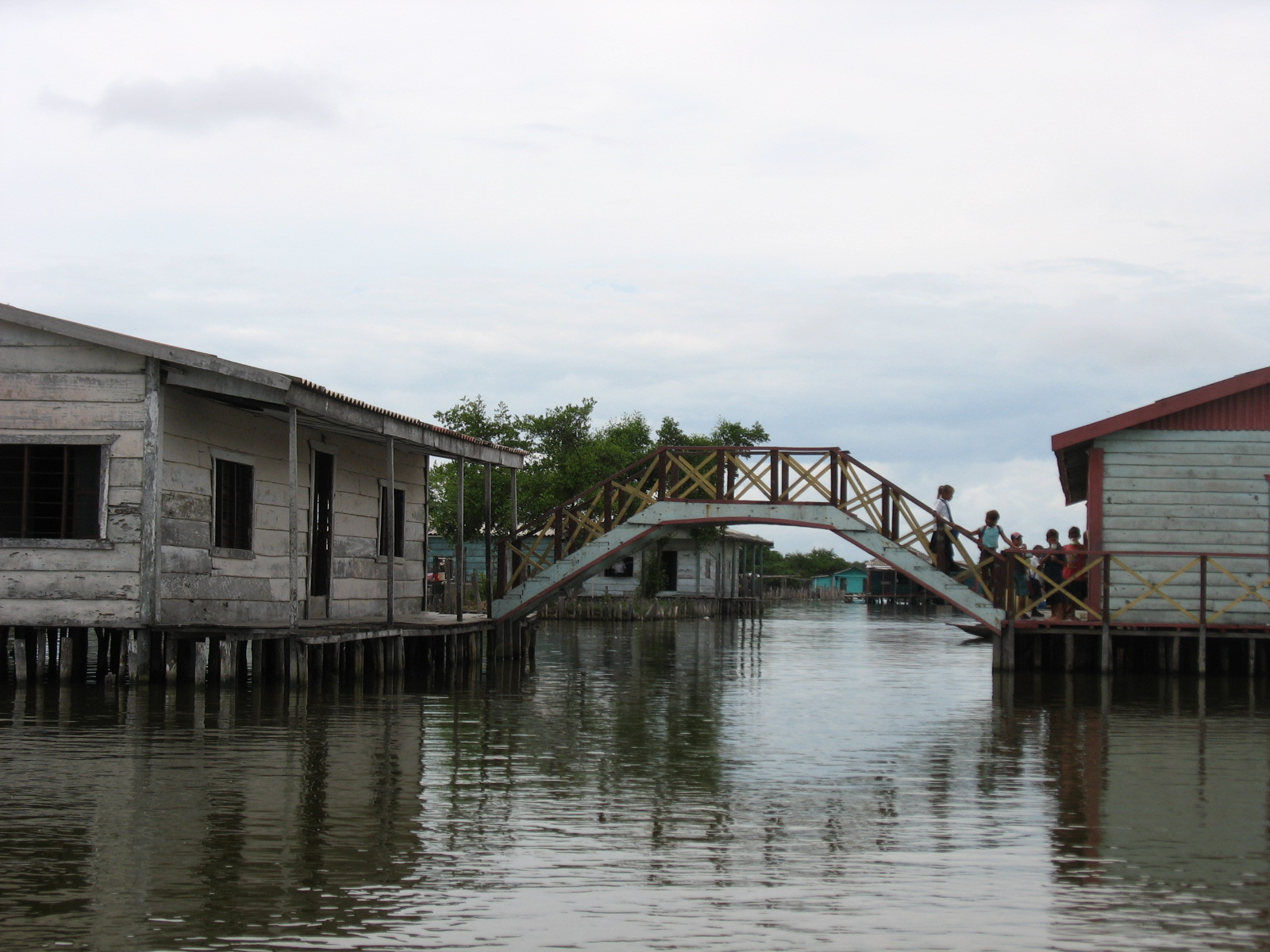
Palafitos en Nueva Venecia Colombia.

En el municipio de Sitionuevo en el Departamento del Magdalena, los corregimientos de Nueva Venecia y Buenavista los cuales está conformado básicamente por palafitos sobre la Ciénaga Grande de Santa Marta ocupando un sector por cerca de 200 años. Si bien estos palafitos corresponden a los de más alta recordación.
En varias de las riberas del país se encuentran pequeñas poblaciones que utilizan palafitos, principalmente en los departamentos de Chocó, Nariño y Amazonas.

### Chile

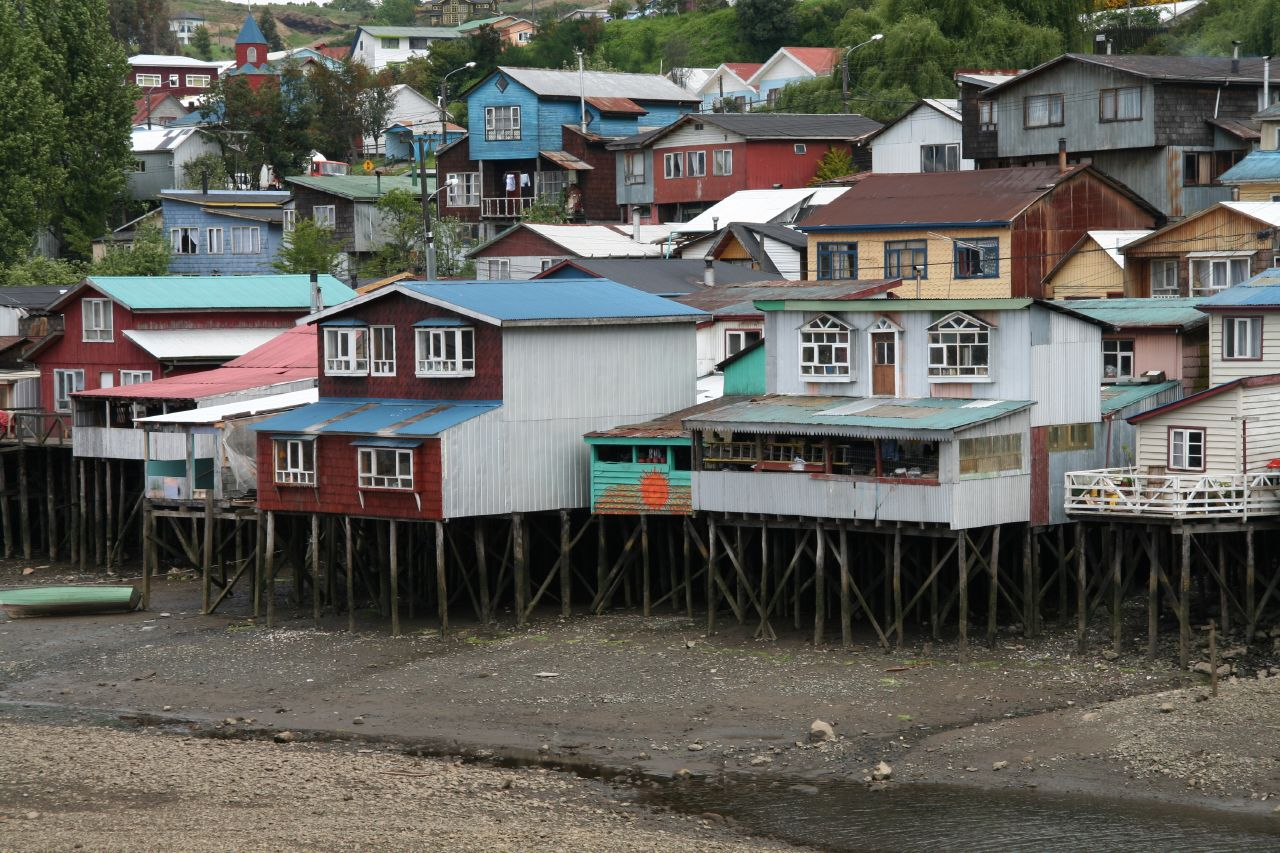
Palafitos en Castro, Chile.

Este tipo de construcción se comenzó a hacer en los pueblos de Chiloé a fines del siglo XIX, cuando comenzaron a arribar campesinos que no tenían otro espacio para construir. Castro, la capital de la provincia de Chiloé, tiene palafitos en sus entradas norte y sur. Sus pilotes están hechos de madera de luma y sus paredes son de colores muy vivos. Sin embargo, sus habitantes pasan por problemas de salud a causa de la contaminación del agua y la falta de alcantarillado y además no tienen títulos de propiedad pues, según la legislación chilena las playas son fiscales y ningún particular puede ser dueño de terrenos que se hallen por debajo de la línea de las mareas más altas. A pesar de esto, se han realizado compraventas de las viviendas.

### Francia

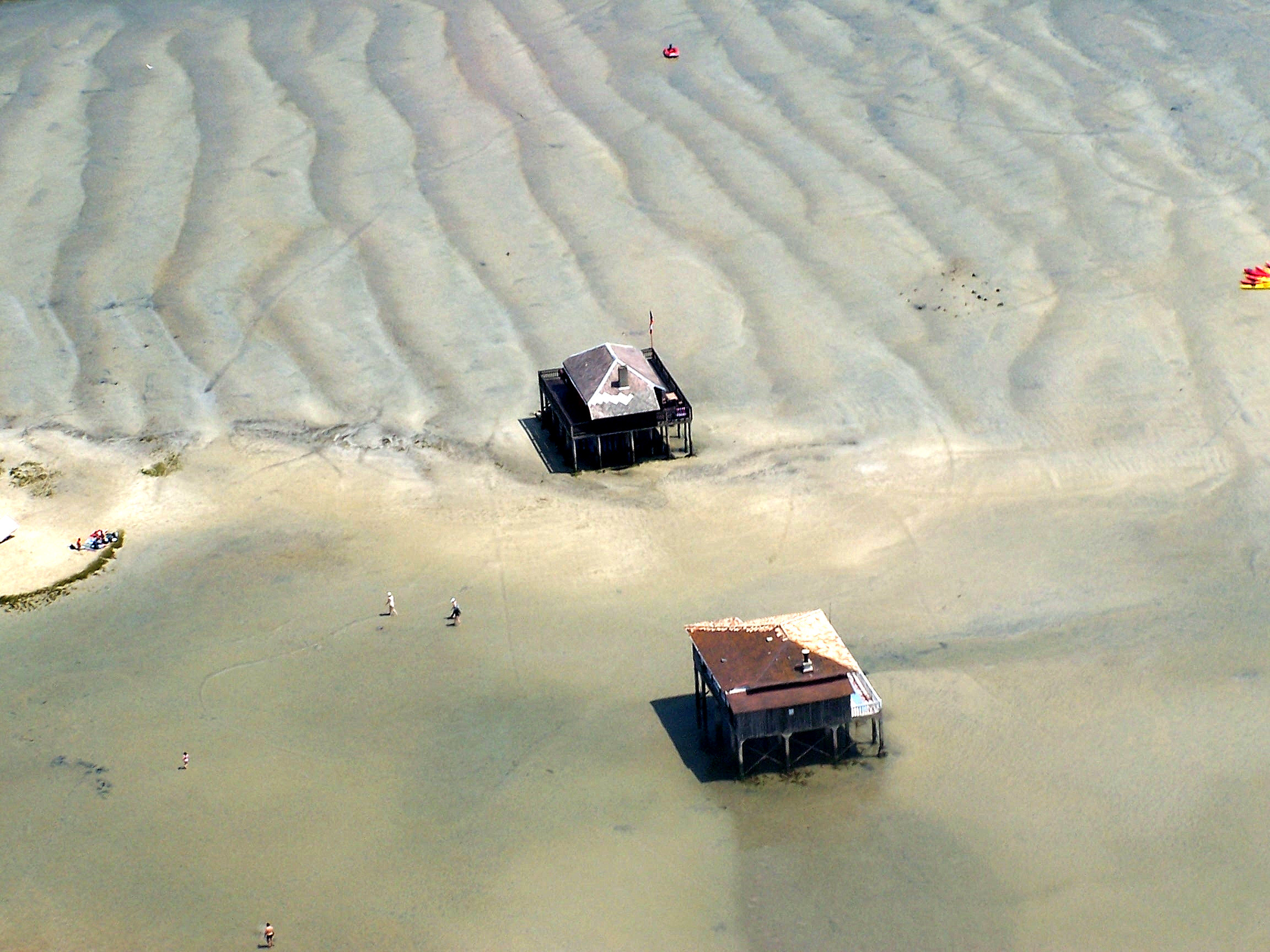
"Cabañas sobre zancos", Laguna de Arcachon, Francia.

Dos célebres palafitos llamados en gascón "cabañas sobre zancos" (cabanes tchanquées) son símbolos de la laguna francesa de Arcachón. Fueron construidos en el siglo XIX como casetas de vigilancia para impedir la colecta ilícita de ostras. Su belleza ha contribuido a preservarlos.

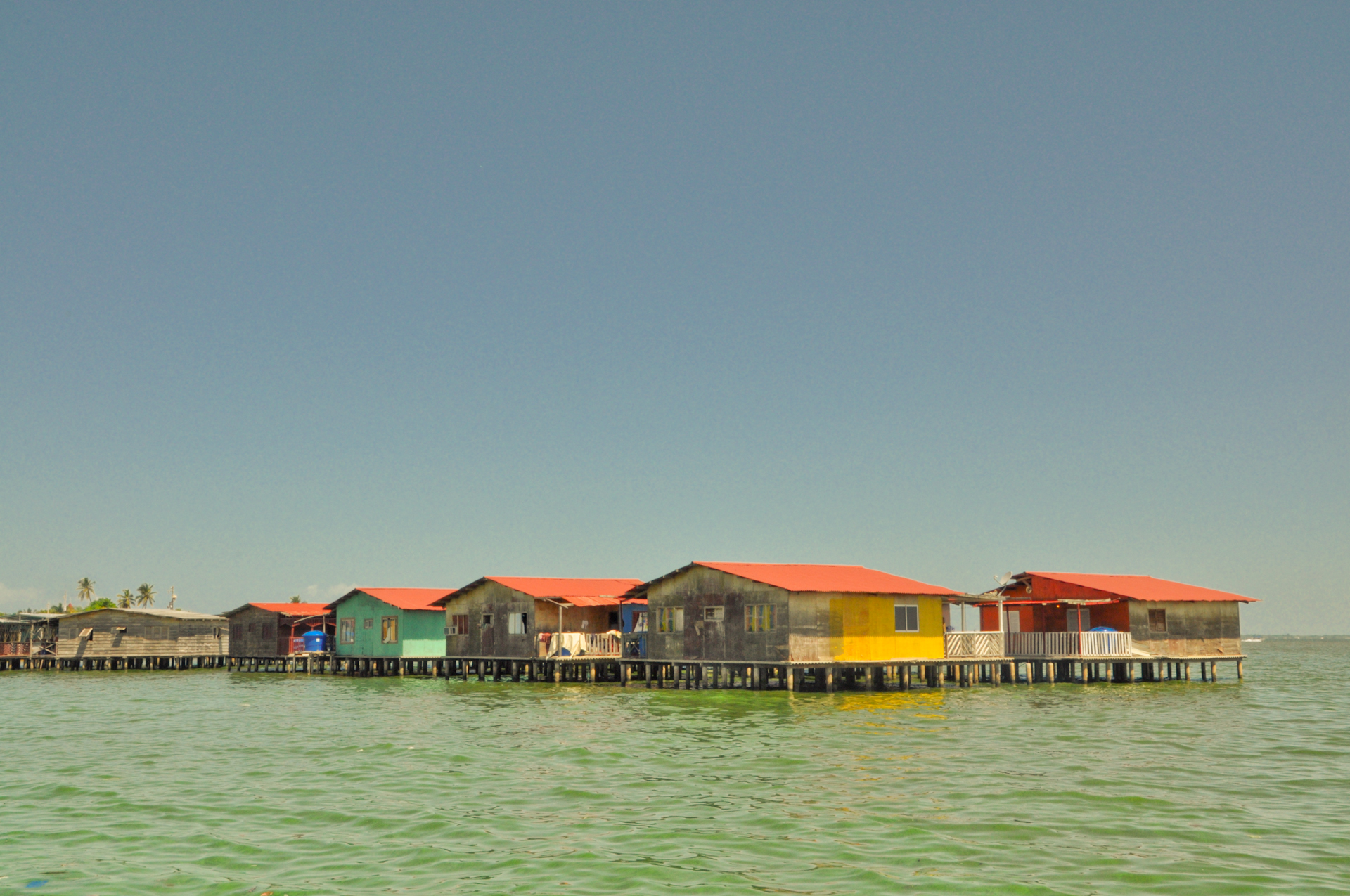
Palafitos del lago de Maracaibo.

### Perú
En el Perú los palafitos se encuentran en la selva. Son viviendas sobre el agua, ahí hay comercio, transporte en botes de un punto a otro. Un lugar característico es el Barrio Belén, Iquitos. El barrio extenso también es llamado la «Venecia Amazónica».

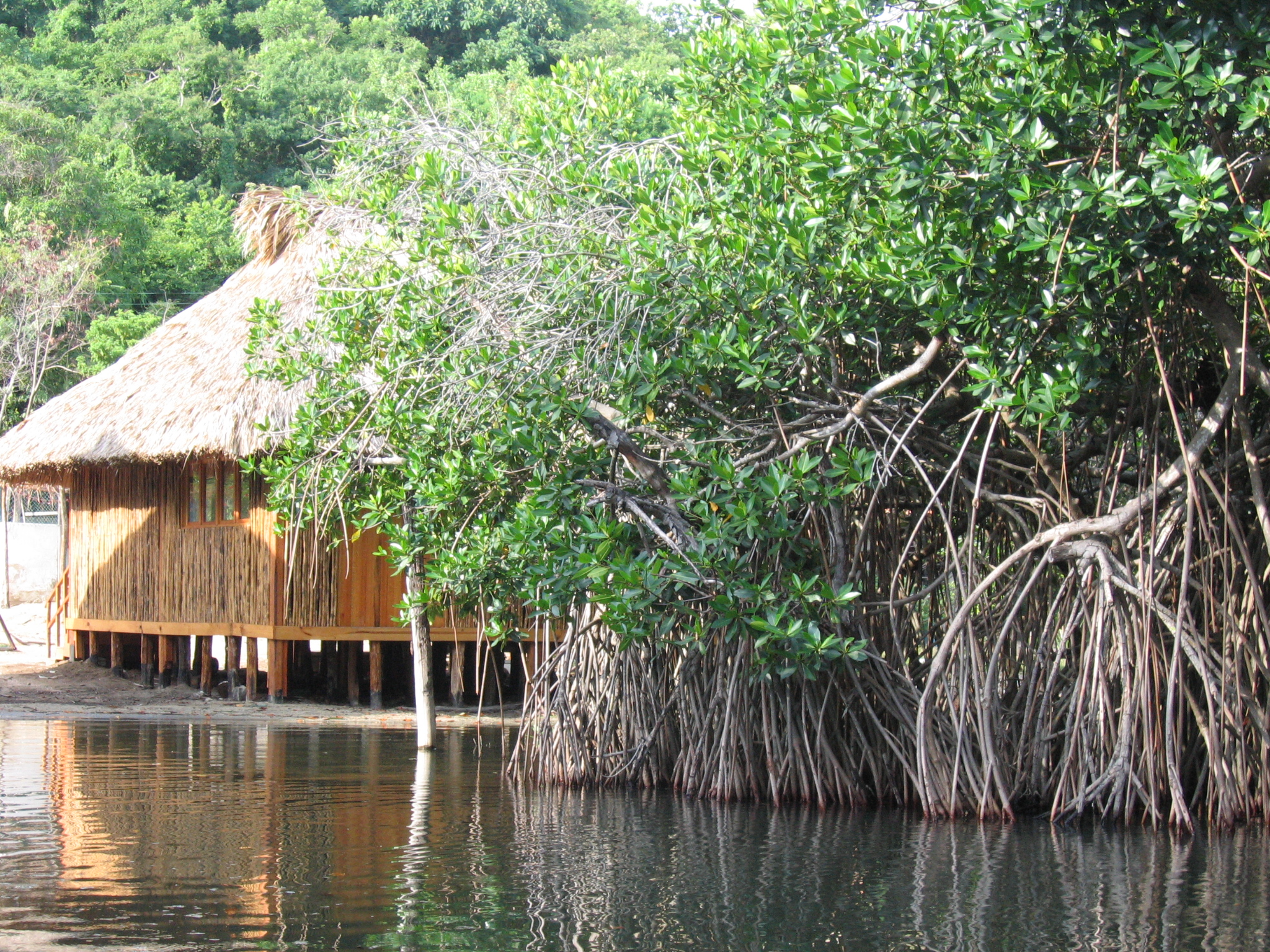
Los palafitos se inspiran de la arquitectura vegetal de los bordes de agua, donde los manglares no se sostienen sobre un tronco único. En la foto, Lagunas de Chacahua, México.

### Venezuela
El 24 de agosto de 1499, Alonso de Ojeda descubrió el Lago de Maracaibo, junto con Juan de la Cosa y Américo Vespucio. Los indígenas vivían en palafitos y se trasladaban de un sitio a otro sobre pequeños puentes de madera y canoas, le recordaron a Venecia e inspiraron el nombre del Golfo de Venezuela (pequeña Venecia), que luego se extendería a todo el país.
En Venezuela son también típicos en el poblado de Santa Rosa de Agua, al norte en la Laguna de Sinamaica, y en los poblados warao del Delta Amacuro, en el delta del río Orinoco.

### Otras regiones
Más allá de su construcción tradicional o ampliamente difundida en los países mencionados, los palafitos son un recurso arquitectónico contemporáneo presente en zonas lacustres, fluviales y marítimas de todos los continentes, especialmente en el continente asiático y en América del Sur; aunque también los podemos encontrar en Zonas Caribeñas de países como Honduras, Costa Rica y Panamá, en este último país la zona más relevante es la Provincia de Bocas del toro Muy visitada por sus colorida arquitecturas y construcciones sobre el Mar cristalino.